# 线形狸藻
线形狸藻（学名：Utricularia linearis）為狸藻屬食虫植物。其种加词“linearis”来源于拉丁文“linea”，意为“线”，指其线形的叶片。仅已知线形狸藻存在于澳大利亚北领地霍华德·斯普林斯的一个未名潟湖中。

## 外部連結
- 食虫植物照片搜寻引擎中线形狸藻的照片 （页面存档备份，存于）

 维基共享资源上的相關多媒體資源：线形狸藻
 維基物種上的相關：线形狸藻